# 欣克瑟
欣克瑟是德国北莱茵-威斯特法伦州的一个市镇。总面积106.81平方公里，总人口13566人，其中男性6557人，女性7009人（2011年12月31日），人口密度127人/平方公里。